# Cis victoriensis
Cis victoriensis là một loài bọ cánh cứng trong họ Ciidae. Loài này được Blackburn miêu tả khoa học năm 1891.